# یواس‌اس سیترا (پی‌وای-۲۶)
یواس‌اس سیترا (پی‌وای-۲۶) (به انگلیسی: USS Cythera (PY-26)) یک زیردریایی بود که طول آن ۲۱۵ فوت (۶۶ متر) بود. این زیردریایی در سال ۱۹۰۶ ساخته شد.